# The Fabled City
The Fabled City är det andra albumet av The Nightwatchman, Tom Morellos soloprojekt, nu under namnet Tom Morello: The Nightwatchman. Det gavs ut i september 2008.
Sångarna Serj Tankian (från System of a Down) och Shooter Jennings gästar albumet, på "Lazarus on Down" respektive "The Iron Wheel". Liksom föregångaren One Man Revolution producerades det av 	Brendan O'Brien.

## Låtlista
1. "The Fabled City" - 3:10
2. "Whatever It Takes" - 4:10
3. "The King of Hell" - 3:13
4. "Night Falls" - 3:47
5. "The Lights Are on in Spidertown" - 3:20
6. "Midnight in the City of Destruction" - 4:52
7. "Saint Isabelle" - 3:30
8. "Lazarus on Down" - 3:33 (med Serj Tankian)
9. "Gone Like Rain" - 3:39
10. "The Iron Wheel" - 2:39 (med Shooter Jennings)
11. "Rise to Power" - 3:57
Bonusspår på iTunes-utgåva
12. "Facing Mount Kenya"
13. "Shake My Shit" (med Perry Farrell)